# Napoleon als Mars de vredestichter
Napoleon als Mars de vredestichter is een meer dan levensgroot marmeren beeld gemaakt door de neoclassicistische beeldhouwer Antonio Canova. Hij maakte deze voorstelling van Napoleon Bonaparte in de gedaante van de Romeinse oorlogsgod Mars tussen 1802 en 1806. Het kunstwerk bevindt zich in Apsley House in Londen.  

## Geschiedenis
Op Napoleons persoonlijke verzoek ging Canova in 1802 naar Parijs om een buste van hem te maken. De kunstenaar was niet heel happig geweest om op deze opdracht in te gaan, omdat hij de bezetting van Italië en het roven van Italiaanse kunst door de Fransen sterk afkeurde. Paus Pius VII haalde hem over om uit diplomatieke overwegingen toch te gaan. 
In 1803, na zijn terugkeer naar Rome, begon hij aan het beeldhouwwerk. Hij voltooide het in 1806, maar het beeld kwam pas op 1 januari 1811 in Parijs aan. Toen Napoleon het daar in april 1811 zag, weigerde hij het aan te nemen, noemde het "te atletisch" en verbood het publiek het te zien. In 1814 bevond het beeld zich in het Louvre, verborgen achter een scherm. Na de val van Napoleon werd het beeld in 1816 door de Britse regering van Lodewijk XVIII gekocht voor 66.000 frank. Later dat jaar schonk de Prins Regent het aan de Hertog van Wellington, de Britse legeraanvoerder die Napoleon versloeg in de Slag bij Waterloo. Het beeld werd in 1817 verplaatst naar het trappenhuis van Apsley House, Wellingtons residentie in Londen, waar de vloer moest worden verstevigd om de massa van 13 ton te dragen. 

## Voorstelling
Napoleon wordt afgebeeld als een geïdealiseerde, heroïsche naakte figuur, gebaseerd op de iconografie van Augustus. Dit was een bewuste artistieke keuze om Napoleon te verheffen tot een goddelijke en tijdloze status, verwijzend naar de klassieke oudheid, een kenmerk van de neoclassicistische stijl. In zijn rechterhand draagt hij een vergulde Nikè (Overwinning) op een wereldbol en in zijn linkerhand een staf. Over zijn linkerschouder hangt een chlamys (militaire mantel). Zijn zwaard rust tegen de boomstronk, wat suggereert dat Mars zijn wapens heeft neergelegd en vrede brengt. Dit sluit aan bij Napoleons strategie om zijn publieke imago te veranderen van militaire leider naar brenger van stabiliteit. De pose is frontaal, met het gewicht op het rechterbeen in een lichte contrapposto-houding, wat autoriteit uitstraalt. Canova's meesterschap blijkt uit de gladde afwerking van het marmer.   

## Kopieën
Canova liet gipsen afgietsels van het marmeren beeld maken. De best bewaarde (uit 1808) bevindt zich in de Pinacoteca di Brera in Milaan. Napoleons stiefzoon, onderkoning Eugène de Beauharnais kocht dit beeld en liet het tentoonstellen bij de opening van de pinacotheek op 15 augustus 1809, de veertigste verjaardag van Napoleon. Na de val van Napoleon werd het gipsmodel verbannen naar de opslagruimtes, waar het tot 2008 bleef. Het beeld werd gerestaureerd en in 2009 in het museum geplaatst ter gelegenheid van het tweehonderdjarig bestaan van de pinacotheek.  
In het voorjaar van 1807 gaf de diplomaat Charles-Jean-Marie Alquier opdracht om een bronzen kopie van het beeld te maken als geschenk voor Eugène de Beauharnais. Dit beeld werd in 1811 in Rome gegoten door Francesco Righetti en zijn zoon Luigi, met brons afkomstig van de kanonnen van de Engelenburcht. Sinds 1859 staat de bronzen versie prominent op de binnenplaats van het Palazzo Brera.

## Afbeeldingen

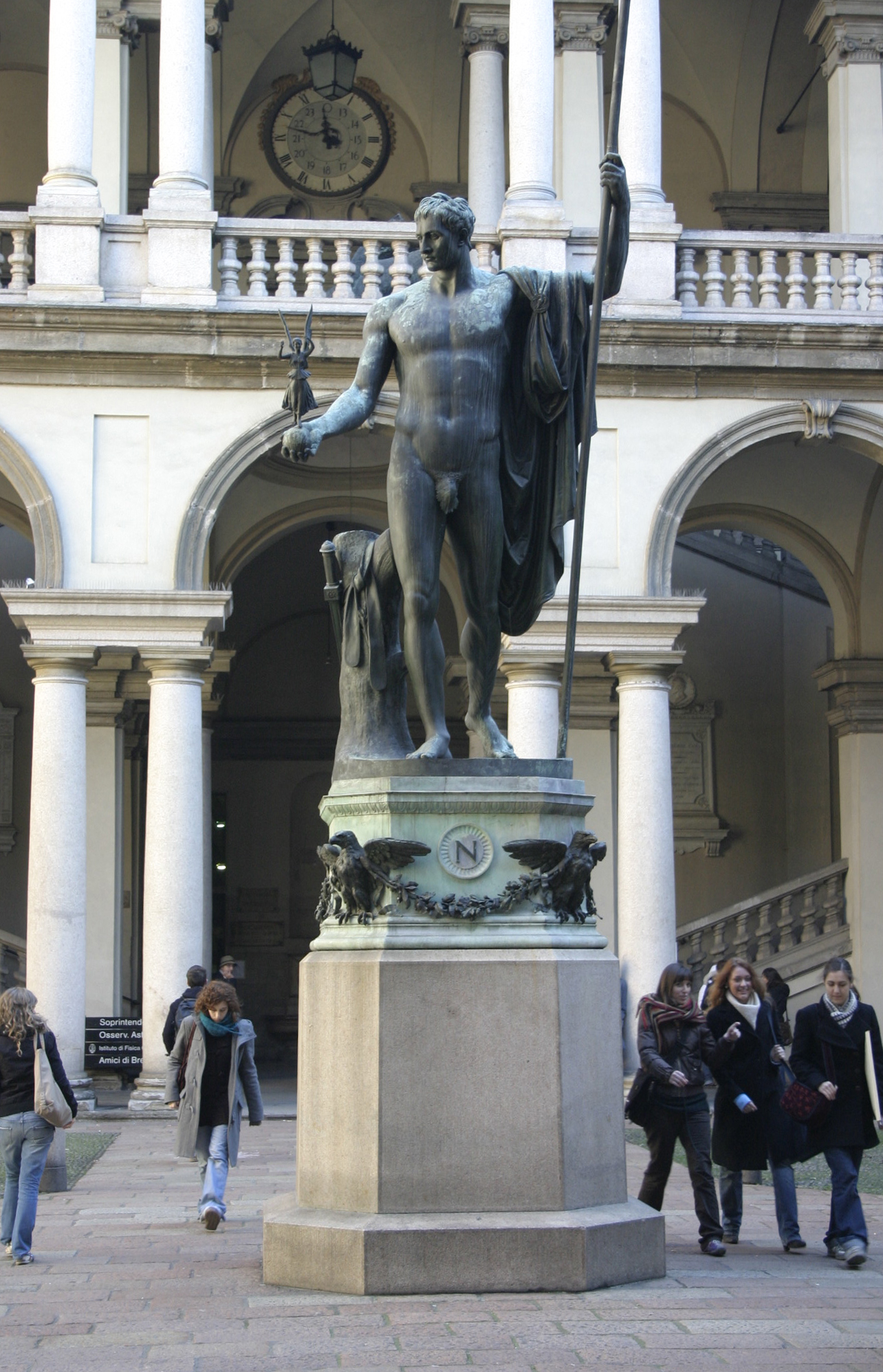
Bronzen kopie in Milaan
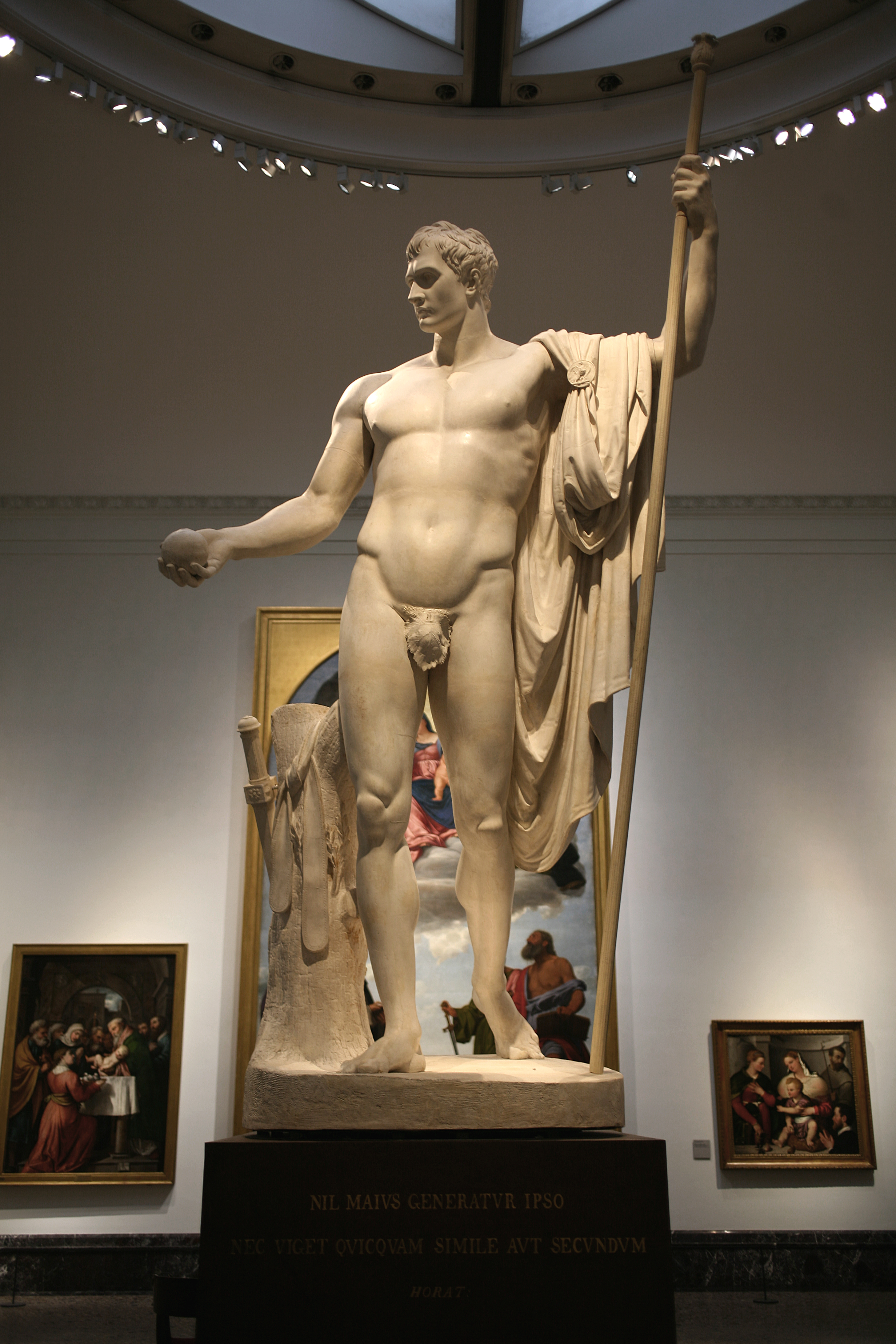
Gipsen afgietsel in Milaan